# 220
220 је била преступна година.

## Догађаји
- Готи освајају део Мале Азије и Балкана.
- Индијска делегација посећује римског цара Елагабала.
- Велики мраз у римској Британији је трајао пет месеци.
- Император Марко Аурелије Антонин Август (Елагабал) и Публије Валерије Комазон постају римски конзули.
- Елагабал се разводи од Јулије Пауле и жени Аквилију Северу, Весталку. Венчање изазива огромну контроверзу.
- Краљ Ардашир I, оснивач династије Сасанида, добија подршку неких партских подкраљева и устаје против владавине Вологаса VI од Партије. Ардашир, унук Сасана, владао је Персијским царством од 208. и шест година раније је стекао контролу над регионом око Персеполиса.
- Династија Веи званично признаје таоизам као своју веру, а небески господари секте узвраћају, дајући духовно одобравање Веи као наследницима Хана. До краја века, најмоћније породице у северној Кини прихватиле су таоистичке принципе.

### Март
- 15. март — Умире Цао Цао, царски канцелар и владар Краљевине Веи.

### Децембар
- 11. децембар – Цао Пи прима абдикацију цара Ксиана од Хана и проглашава се царем Цао Веј. Овим се завршава династија Хан, бивши цар је створен за војводу од Сханианга.